# Meto Jovanovski
Meto Jovanovski (17 de enero de 1946 - 16 de noviembre de 2023) fue un actor macedonio. Apareció en más de sesenta películas a partir de 1971. 

## Filmografía
| Año       | Título                      | Notas |
| --------- | --------------------------- | ----- |
| 2024      | Ruski konzul                |       |
| 2023      | Crveniot poet               |       |
| 2023      | Branitel                    |       |
| 2023      | Bozicna elka                |       |
| 2022      | Drzaven sluzbenik           |       |
| 2022–2023 | Bistra voda                 |       |
| 2021      | Crna svadba                 |       |
| 2019      | Kral Petar                  |       |
| 2018      | Ruganje so Hristos          |       |
| 2016      | Osloboduvanje na Skopje     |       |
| 2016      | Zlatna petorka              |       |
| 2015      | Enklava                     |       |
| 2014      | The Judgement               |       |
| 2014      | To the Hilt                 |       |
| 2014      | Kum                         |       |
| 2012      | The Third Half              |       |
| 2012      | When Day Breaks             |       |
| 2010      | The Abandoned               |       |
| 2010      | Mission London              |       |
| 2006      | The Secret Book             |       |
| 2004      | The Great Water             |       |
| 2001      | Dust                        |       |
| 1998      | The Hornet                  |       |
| 1996      | Felix                       |       |
| 1995      | Angeli na otpad             |       |
| 1994      | Before the Rain             |       |
| 1993      | Makedonska saga             |       |
| 1991      | Tattoo                      |       |
| 1986      | Happy New Year '49          |       |
| 1981      | The Red Horse               |       |
| 1980      | Vreme vodi                  |       |
| 1980      | Olovna prigada              |       |
| 1976      | Najdolgiot pat              |       |
| 1971      | Makedonskiot del od pekolot |       |